# Frasnoy
Frasnoy település Franciaországban, Nord megyében. Lakosainak száma 384 fő (2022. január 1.). Frasnoy Jenlain, Villereau, Villers-Pol, Wargnies-le-Petit, Gommegnies, Orsinval, Preux-au-Sart és Le Quesnoy községekkel határos.

## Népesség
A település népességének változása:
| Lakosok száma | 364  | 381  | 383  | 378  | 376  | 376  | 376  | 379  | 384  |
|               | 2013 | 2015 | 2016 | 2017 | 2018 | 2019 | 2020 | 2021 | 2022 |